# Kvalifikace na Mistrovství Evropy ve fotbale 2024 – skupina A
Skupina A kvalifikace na mistrovství Evropy ve fotbale 2024 byla jednou z 10 kvalifikačních skupin na tento šampionát. Přímý postup na závěrečný turnaj si zajistily první 2 týmy. Na rozdíl od předchozích evropských kvalifikací do baráže nepostoupí týmy na základě pořadí v kvalifikační skupině, ale podle konečného žebříčku v jednotlivých skupinách (ligách A–D) Ligy národů UEFA 2022/2023.

## Výsledky
| Legenda                                                                         |
| ------------------------------------------------------------------------------- |
| Vítěz skupiny a druhý v pořadí postupující přímo na šampionát                   |
| Týmy postupující do baráže o účast na šampionátu                                |
| V křížové tabulce vpravo je domácí tým v levém sloupci, hostující v horní řadě. |

### Tabulka
| Tým       | Z | V | R | P | VG | IG | +/- | B  |
| --------- | - | - | - | - | -- | -- | --- | -- |
| Španělsko | 8 | 7 | 0 | 1 | 25 | 5  | +20 | 21 |
| Skotsko   | 8 | 5 | 2 | 1 | 17 | 8  | +9  | 17 |
| Norsko    | 8 | 3 | 2 | 3 | 14 | 12 | +2  | 11 |
| Gruzie    | 8 | 2 | 2 | 4 | 12 | 18 | -6  | 8  |
| Kypr      | 8 | 0 | 0 | 8 | 3  | 28 | -25 | 0  |

|           | Španělsko | Skotsko | Norsko | Gruzie | Kypr |
| --------- | --------- | ------- | ------ | ------ | ---- |
| Španělsko | —         | 2:0     | 3:0    | 3:1    | 6:0  |
| Skotsko   | 2:0       | —       | 3:3    | 2:0    | 3:0  |
| Norsko    | 0:1       | 1:2     | —      | 2:1    | 3:1  |
| Gruzie    | 1:7       | 2:2     | 1:1    | —      | 4:0  |
| Kypr      | 1:3       | 0:3     | 0:4    | 1:2    | —    |

## Zápasy
Zápasy byly potvrzeny UEFOU 10. října 2022, den po losu skupin. Časy jsou uvedeny v SEČ a SELČ (lokální časy, pokud jsou odlišné, v závorkách).
| 25. března 2023 15:00 (14:00 UTC±0) |        |      |                                                             |
| Skotsko                             | 3 : 0  | Kypr | Hampden Park, Glasgow diváci: 48 195 rozhodčí: Duje Strukan |
| McGinn 21' McTominay 87', 90+3'     | Zpráva |      | Hampden Park, Glasgow diváci: 48 195 rozhodčí: Duje Strukan |

| 25. března 2023 20:45    |        |        |                                                             |
| Španělsko                | 3 : 0  | Norsko | La Rosaleda, Málaga diváci: 29 214 rozhodčí: Benoît Bastien |
| Olmo 13' Joselu 84', 85' | Zpráva |        | La Rosaleda, Málaga diváci: 29 214 rozhodčí: Benoît Bastien |

| 28. března 2023 18:00 (20:00 UTC+4) |        |             |                                                                  |
| Gruzie                              | 1 : 1  | Norsko      | Batumi Stadium, Batumi diváci: 20 300 rozhodčí: Andris Treimanis |
| Mikautadze 60'                      | Zpráva | 15' Sørloth | Batumi Stadium, Batumi diváci: 20 300 rozhodčí: Andris Treimanis |

| 28. března 2023 20:45 (19:45 UTC+1) |        |           |                                                               |
| Skotsko                             | 2 : 0  | Španělsko | Hampden Park, Glasgow diváci: 47 976 rozhodčí: Sandro Schärer |
| McTominay 7', 51'                   | Zpráva |           | Hampden Park, Glasgow diváci: 47 976 rozhodčí: Sandro Schärer |

| 17. června 2023 18:00 |        |                      |                                                           |
| Norsko                | 1 : 2  | Skotsko              | Ullevaal Stadion, Oslo diváci: 25 791 rozhodčí: Matej Jug |
| Haaland 61' (pen.)    | Zpráva | 87' Dykes 89' McLean | Ullevaal Stadion, Oslo diváci: 25 791 rozhodčí: Matej Jug |

| 17. června 2023 20:45 (21:45 UTC+3) |        |                                 |                                                                                   |
| Kypr                                | 1 : 2  | Gruzie                          | AEK Arena – Georgios Karapatakis, Larnaka diváci: 3 763 rozhodčí: Fábio Veríssimo |
| Pittas 39' (pen.)                   | Zpráva | 31' Mikautadze 84' Davitashvili | AEK Arena – Georgios Karapatakis, Larnaka diváci: 3 763 rozhodčí: Fábio Veríssimo |

| 20. června 2023 20:45                 |        |                |                                                                    |
| Norsko                                | 3 : 1  | Kypr           | Ullevaal Stadion, Oslo diváci: 23 643 rozhodčí: Aleksandar Stavrev |
| Solbakken 12' Haaland 56' (pen.), 60' | Zpráva | 90+3' Kastanos | Ullevaal Stadion, Oslo diváci: 23 643 rozhodčí: Aleksandar Stavrev |

| 20. června 2023 20:45 (19:45 UTC+1) |        |        |                                                           |
| Skotsko                             | 2 : 0  | Gruzie | Hampden Park, Glasgow diváci: 50 062 rozhodčí: István Vad |
| McGregor 6' McTominay 47'           | Zpráva |        | Hampden Park, Glasgow diváci: 50 062 rozhodčí: István Vad |

| 8. září 2023 18:00 (20:00 UTC+4) |        |                                                                           |                                                               |
| Gruzie                           | 1 : 7  | Španělsko                                                                 | Dinamo Arena, Tbilisi diváci: 51 694 rozhodčí: Daniel Siebert |
| Čakvetadze 49'                   | Zpráva | 22', 40', 66' Morata 28' (vl.) Kvirkvelia 38' Olmo 68' Williams 74' Yamal | Dinamo Arena, Tbilisi diváci: 51 694 rozhodčí: Daniel Siebert |

| 8. září 2023 20:45 (21:45 UTC+3) |        |                                      |                                                                                |
| Kypr                             | 0 : 3  | Skotsko                              | AEK Arena – Georgios Karapatakis, Larnaka diváci: 6 633 rozhodčí: Balázs Berke |
|                                  | Zpráva | 6' McTominay 16' Porteous 30' McGinn | AEK Arena – Georgios Karapatakis, Larnaka diváci: 6 633 rozhodčí: Balázs Berke |

| 11. září 2023 20:45      |        |                  |                                                                  |
| Norsko                   | 2 : 1  | Gruzie           | Ullevaal Stadion, Oslo diváci: 23 665 rozhodčí: Nikola Dabanović |
| Haaland 25' Ødegaard 33' | Zpráva | 90+1' Zivzivadze | Ullevaal Stadion, Oslo diváci: 23 665 rozhodčí: Nikola Dabanović |

| 11. září 2023 20:45                                      |        |      |                                                                   |
| Španělsko                                                | 6 : 0  | Kypr | Nuevo Los Cármenes, Granada diváci: 17 311 rozhodčí: Simone Sozza |
| Gavi 18' Merino 33' Joselu 70' Torres 73', 83' Baena 77' | Zpráva |      | Nuevo Los Cármenes, Granada diváci: 17 311 rozhodčí: Simone Sozza |

| 12. října 2023 20:45 (21:45 UTC+3) |        |                                          |                                                                                  |
| Kypr                               | 0 : 4  | Norsko                                   | AEK Arena – Georgios Karapatakis, Larnaka diváci: 7 206 rozhodčí: Donatas Rumšas |
|                                    | Zpráva | 33' Sørloth 65', 72' Haaland 81' Aursnes | AEK Arena – Georgios Karapatakis, Larnaka diváci: 7 206 rozhodčí: Donatas Rumšas |

| 12. října 2023 20:45  |        |         |                                                               |
| Španělsko             | 2 : 0  | Skotsko | La Cartuja, Sevilla diváci: 45 623 rozhodčí: Serdar Gözübüyük |
| Morata 73' Sancet 86' | Zpráva |         | La Cartuja, Sevilla diváci: 45 623 rozhodčí: Serdar Gözübüyük |

| 15. října 2023 15:00 (17:00 UTC+4)                                      |        |      |                                                                       |
| Gruzie                                                                  | 4 : 0  | Kypr | Stadion Micheila Meschiho, Tbilisi diváci: 15 871 rozhodčí: Rob Jones |
| Kiteishvili 46' Kvaracchelija 58' Shengelia 82' Mikautadze 90+5' (pen.) | Zpráva |      | Stadion Micheila Meschiho, Tbilisi diváci: 15 871 rozhodčí: Rob Jones |

| 15. října 2023 20:45 |        |           |                                                                |
| Norsko               | 0 : 1  | Španělsko | Ullevaal Stadion, Oslo diváci: 25 885 rozhodčí: Tobias Stieler |
|                      | Zpráva | 49' Gavi  | Ullevaal Stadion, Oslo diváci: 25 885 rozhodčí: Tobias Stieler |

| 16. listopadu 2023 18:00 (21:00 UTC+4) |        |                               |                                                                   |
| Gruzie                                 | 2 : 2  | Skotsko                       | Dinamo Arena, Tbilisi diváci: 44 595 rozhodčí: Aleksandar Stavrev |
| Kvaracchelija 15', 57'                 | Zpráva | 49' McTominay 90+2' Shankland | Dinamo Arena, Tbilisi diváci: 44 595 rozhodčí: Aleksandar Stavrev |

| 16. listopadu 2023 20:45 (19:45 UTC+2) |        |                                   |                                                                   |
| Kypr                                   | 1 : 3  | Španělsko                         | Alphamega Stadium, Lemesos diváci: 9 667 rozhodčí: Mykola Balakin |
| Pileas 75'                             | Zpráva | 5' Yamal 22' Oyarzabal 28' Joselu | Alphamega Stadium, Lemesos diváci: 9 667 rozhodčí: Mykola Balakin |

| 19. listopadu 2023 20:45 (19:45 UTC±0)      |        |                                      |                                                               |
| Skotsko                                     | 3 : 3  | Norsko                               | Hampden Park, Glasgow diváci: 48 138 rozhodčí: Horațiu Feșnic |
| McGinn 13' Østigård 33' (vl.) Armstrong 59' | Zpráva | 3' Dønnum 20' Larsen 86' Elyounoussi | Hampden Park, Glasgow diváci: 48 138 rozhodčí: Horațiu Feșnic |

| 19. listopadu 2023 20:45                       |        |                   |                                                                   |
| Španělsko                                      | 3 : 1  | Gruzie            | José Zorrilla, Valladolid diváci: 24 146 rozhodčí: Ovidiu Hațegan |
| Le Normand 4' Torres 55' Lochoshvili 72' (vl.) | Zpráva | 10' Kvaracchelija | José Zorrilla, Valladolid diváci: 24 146 rozhodčí: Ovidiu Hațegan |

## Disciplína
Hráč byl automaticky suspendován pro další zápas za následující přečiny:
- Obdržení červené karty (červená karta mohla být udělena pro různé přečiny)
- Obdržení třech žlutých karet ve třech různých zápasech, stejně tak pátá žlutá karta a dvě žluté karty v jednom zápase (suspendace nebyly přenášeny do baráže, závěrečného turnaje a následujících mezinárodních zápasů)

Následující suspendace byly uděleny při následujících kvalifikačních zápasech:
| Tým  | Hráč             | Suspendace                      | Suspendován pro zápas(y)       |
| ---- | ---------------- | ------------------------------- | ------------------------------ |
| Kypr | Nicholas Ioannou | proti Skotsku (25. března 2023) | proti Gruzii (17. června 2023) |